# Murray Ross
Murray George Ross (Sydney, 12 april 1910 - 20 juli 2000) was een Canadese hoogleraar sociale wetenschappen en universiteitsbestuurder.

## Leven en werk
De in 1910 in het Canadese Sydney geboren Ross studeerde economie en sociologie in Canada. Hij was werkzaam aan de Universiteit van Chicago en aan de Columbia-universiteit in de Verenigde Staten. Hij werd in 1951 hoofddocent aan de Universiteit van Toronto. In 1955 werd hij hoogleraar aan deze universiteit. Van 1960 tot 1970 was hij bestuursvoorzitter van York Universiteit van Toronto, de universiteit waar hij tevens van 1960 tot 1972 hoogleraar sociale wetenschappen was. Zijn in 1955 gepubliceerde studie Community Organization (in 1957 vertaald in het Nederlands als Gemeenschapsorganisatie) had ook buiten Canada en de Verenigde Staten grote invloed. Voor Nederland betekende zijn werk, bekendgemaakt en gepropageerd door Jo Boer, toenmalig directeur van Opbouw Drenthe, de basis van het naoorlogse opbouwwerk.
Ross ontwikkelde methoden om gemeenschappen (bijvoorbeeld dorpen, buurten of  wijken) in staat te stellen de eigen problemen aan te pakken en op te lossen. Volgens Ross gaat het daarbij om de praktische invulling van democratische begrippen, waardoor een community (een gemeenschap) zelf zijn eigen zaken regelt en waardoor, werkend op basis van de door Ross geschetste uitgangspunten, het vertrouwen in eigen kracht gevoed en versterkt wordt.
Ross overleed in 2000 op negentigjarige leeftijd.